# Virginia d'Albert-Lake
Virginia d'Albert-Lake (nacida el 4 de junio de 1910 en Dayton, Ohio - fallecida el 20 de septiembre de 1997 en Dinard, Francia) fue miembro de la Resistencia francesa durante la Segunda Guerra Mundial. Trabajó con Comet Escape Line. Ella y su marido Philippe ayudaron a 67 aviadores británicos y estadounidenses a evadir la captura alemana. Fue arrestada el 12 de junio de 1944 y encarcelada por los alemanes en el campo de concentración de Ravensbrück y otros campos durante el resto de la guerra.

## Primeros años de vida
Virginia Roush nació en Dayton, Ohio y creció en San Petersburgo, Florida. El 1 de mayo de 1937 se casó con Philippe d'Albert-Lake, a quien había conocido en Francia un año antes. Philippe tenía un padre francés y una madre británica. Virginia conservó su ciudadanía estadounidense, aunque la pareja residía en Francia. Philippe estaba en el ejército francés cuando comenzó la Segunda Guerra Mundial en 1939. Después de que Francia se rindiera a Alemania en 1940, Philippe fue desmovilizado. Virginia decidió permanecer en Francia con Philippe. La pareja no pudo vivir en el castillo familiar cerca de Dinard, en Bretaña, porque lo ocuparon los alemanes. Se mudaron a París.[3]

## La línea del cometa
Los d'Albert-Lakes tenían una casa de campo en Nesles-la-Vallée, 40 kilómetros (25 millas) al norte de París. En el otoño de 1943, un panadero llamado Marcel Renard, de Nesles, llegó a su casa y les dijo que estaba albergando a tres aviadores estadounidenses que habían sido derribados en Europa. Renard necesitaba un hablante de inglés para comunicarse con los aviadores. Los d'Albert-Lakes ayudaron a los aviadores y se asociaron con la red de escape de la línea del cometa.
En diciembre de 1943, Philippe se reunió con Jean de Blommaert, un belga que trabajaba para la agencia de inteligencia británica MI9, y se convirtió en su segundo al mando del sector parisino de la Comet Line. Philippe pronto se convirtió en jefe del Sector de París, que en ese momento tenía 29 miembros (normalmente llamados ayudantes), de los cuales 21 eran mujeres. Virginia se convirtió en guardiana de casas seguras para los aviadores que escapaban y en guía. La Comet Line estaba en crisis a principios de 1944 debido a los arrestos por parte de los alemanes y Virginia corría un riesgo especial de ser arrestada porque hablaba francés con acento estadounidense y sus documentos de identidad mostraban que su lugar de nacimiento era Estados Unidos.
Los aviadores a los que ayudó Comet Line habían sido derribados o tuvieron aterrizajes forzosos en Bélgica o Francia. Los aviadores fueron vestidos con ropa civil y documentos de identidad falsos. Entrenados para parecer europeos antes de ser transportados en tren a París acompañados por un guía. Desde París, otra guía, a menudo Michelle Dumon (Michou o Lily), los acompañaría en tren hasta cerca de la frontera con España, donde Elvire de Greef se encargaría de que los pasan de contrabando a través de la frontera hacia la España neutral. Desde España los aviadores fueron devueltos al Reino Unido.
El trabajo de Virginia consistía en recibir a los aviadores que escapaban cuando llegaban a una estación de tren en París y alojarlos hasta que se pudieran hacer arreglos para que viajaran hacia el sur, hacia España. Alojó a 67 aviadores en apartamentos en París o en la casa de campo de d'Albert Lake en Nesles.

## Arresto
Los intensos bombardeos aliados sobre Francia en la primavera de 1944 interrumpieron el transporte, especialmente el ferroviario, y dificultaron el transporte de los aviadores caídos a España. La Operación Maratón era un plan alternativo de la agencia de inteligencia británica MI9 para reunir aviadores aliados en campamentos forestales donde esperarían la liberación de Francia del control alemán mediante la invasión aliada. Un lugar elegido para albergar a los aviadores caídos fue el bosque de Fréteval, a 150 kilómetros (93 millas) al suroeste de París, cerca de la ciudad de Châteaudun. Los d'Albert-Lakes asumieron la tarea de transportar aviadores desde París a Châteaudun, donde la población local los alimentará, albergaría y protegería.
El 12 de junio de 1944, seis días después de la invasión normanda de Francia, los d'Albert-Lake creyeron que corrían peligro de ser detenidos por la policía secreta alemana, la Gestapo, y decidieron abandonar su apartamento de París y refugiarse en el bosque de Fréteval. Salieron de París con once aviadores. El servicio ferroviario fue interrumpido por los bombardeos aliados más allá de Dourdan y desde allí, se dividieron en pequeños grupos para caminar los 85 kilómetros (53 millas) hasta Châteaudun. Al día siguiente, poco antes de Châteaudun, tres soldados alemanes detuvieron a Virginia, que iba acompañada de siete aviadores y una guía, Michelle Fredon. Uno de los alemanes hablaba francés y detectó su acento americano y además en sus documentos de identidad constaba que había nacido en Estados Unidos. Ella fue arrestada. Virginia llevaba una gran cantidad de dinero y una lista con los nombres y direcciones de sus contactos en Châteaudun. Rompió la lista y se tragó los pedazos. Uno de los aviadores fue arrestado con ella. Los otros seis aviadores y el guía escaparon.[9][10]

## Prisión
D'Albert-Lake estuvo inicialmente recluido en prisiones cercanas a París. Tenía la esperanza de que las fuerzas militares aliadas pronto capturaron París de manos de los alemanes y la liberaran, pero el 15 de agosto, mientras podía oír la artillería aliada en la distancia, ella y muchas otras prisioneras fueron cargadas en vagones y llevadas en tren a Ravensbrück Camp, un campo de concentración para mujeres situado al norte de Berlín. Posteriormente, fue trasladada a los campos de Torgau y Koenigsberg y luego de regreso a Ravensbrück. En ese momento solo había tres estadounidenses y unos pocos británicos en el campo y recibieron un trato más favorable que los polacos y otras nacionalidades que constituían la mayoría de los prisioneros. En lugar del trabajo agotador impuesto a la mayoría de las prisioneras, d'Albert-Lake trabajó en la cocina de la prisión. El trato hacia ella también mejoró a principios de 1945, cuando los guardias alemanes percibieron que la guerra pronto terminaría. El 28 de febrero, d'Albert-Lake y una destacada prisionera francesa, Genevieve de Gaulle-Anthonioz, fueron trasladadas  a un campo de la Cruz Roja en Liebenau, donde recibieron la atención que necesitaban para sobrevivir. D'Albert-Lake pesaba solo 35 kilogramos (77 libras) en comparación con su peso antes de la guerra de 57 kilogramos (126 libras). Dijo que ninguno de sus amigos cercanos sobrevivió  los campos de concentración.[13]
D'Albert-Lake fue liberada por el ejército francés el 21 de abril de 1945 y el 27 de mayo estaba de regreso en París.[14]

## Posguerra
El marido de Virginia, Philippe, huyó  de Francia tras su arresto. La pareja se reunió y en 1946 tuvo su único hijo, Patrick. Philippe se dedicó al negocio de las antigüedades y Virginia compraba y vendía muñecas antiguas a clientes estadounidenses. Vivían en una cabaña en Bretaña, en la finca de la familia cerca de Dinard. Murió en 1997, a los 87 años, y está enterrada en Dinard. Philippe murió en 2000.[15]

## Libros
- d'Albert-Lake, Virginia (2006). Judy Barrett Litoff (ed.). An American Heroine in the French Resistance: The Diary and Memoir of Virginia d'Albert-Lake. Fordham University Press. ISBN 978-0-8232-2581-1.